# Olinda Nova do Maranhão
Olinda Nova do Maranhão é um município brasileiro do estado do Maranhão. Sua população segundo o Censo do IBGE de 2022 é de 13.577 habitantes.

## História

#### Fundação e emancipação política
Olinda Nova do Maranhão teve sua origem vinculada ao antigo povoado de Olinda dos Castros, localizado no território de São João Batista. Os fundadores Filomeno Penha de Castro e o Capitão Antônio Alexandre Serra Freire foram figuras centrais no processo de desenvolvimento da localidade.
O município conquistou sua autonomia administrativa através da Lei Estadual nº 6.414, de 6 de setembro de 1995, desmembrando-se dos municípios de:
- Matinha
- Viana
- São Vicente Férrer
- São João Batista

#### Organização administrativa
A instalação oficial ocorreu em 1° de janeiro de 1997, com sede no antigo povoado elevado à categoria de cidade. Desde sua criação, o município mantém uma única unidade administrativa - o distrito sede - conforme registrado nas divisões territoriais de 2003 e 2007.

## Geografia
O município de Olinda Nova do Maranhão possui uma extensão territorial de 199,879 quilômetros quadrados, ocupando a 212 posição entre os 217 municípios maranhenses em termos de área.
Fica localizada na Mesorregião da Baixa Ocidental Maranhense.
O município é constituído por sete bairros: Centro, Santa Clara (Bairro Novo), Nova Olinda, Curva da Mangueira, Iraque, Queluz, Gameleira, Coqueiro. 
Possui lindos campos (hídricos), que no seu fim, encontra-se o Lago do Coqueiro.

### Demografia
Segundo dados do Censo Demográfico de 2022, Olinda Nova do Maranhão contava com 13.577 habitantes, resultando em uma densidade populacional de aproximadamente 67,93 habitante por quilômetro quadrado. No contexto estadual, o município ocupava a 140 posição em número de habitantes e a 15 em densidade demográfica comparando-se com outros municípios do estado do Maranhão. A estimativa populacional para o ano de 2024 era de 13.909 habitantes.

### Educação
Em 2010, a taxa de escolarização de crianças entre 6 e 14 anos em Olinda Nova do Maranhão era de 98,1 %, colocando o município na 28 colocação entre os 217 do estado. Quanto ao Índice de Desenvolvimento da Educação Básica (IDEB) referente ao ano de 2023, os anos iniciais do ensino fundamental na rede pública apresentaram índice de 4,2 enquanto os anos finais atingiram 4,0.
| Taxa de escolarização de 6 a 14 anos de idade [2010]             | 98,1 %           |
| IDEB – Anos iniciais do ensino fundamental (Rede pública) [2023] | 4,2              |
| IDEB – Anos finais do ensino fundamental (Rede pública) [2023]   | 4,0              |
| Matrículas no ensino fundamental [2023]                          | 2.064 matrículas |
| Matrículas no ensino médio [2023]                                | 574 matrículas   |
| Docentes no ensino fundamental [2023]                            | 156 docentes     |
| Docentes no ensino médio [2023]                                  | 40 docentes      |
| Número de estabelecimentos de ensino fundamental [2023]          | 27 escolas       |
| Número de estabelecimentos de ensino médio [2023]                | 2 escolas        |

Fonte: IBGE

## Economia
Em 2021, o Produto Interno Bruto (PIB) per capita de Olinda Nova do Maranhão foi de R$ 7.169,10, valor que colocava o município na 182 posição entre os 217 do estado do Maranhão. Já em 2023, as receitas oriundas de fontes externas representavam 96,78 % do total arrecadado pelo município, o que o posicionava em 21 lugar no ranking estadual.
| PIB per capita [2021]                                                                           | 7.169,10 R$      |
| Índice de Desenvolvimento Humano Municipal (IDHM) [2010]                                        | 0,575            |
| Total de receitas brutas realizadas [2023]                                                      | 67.039.722,15 R$ |
| Transferências correntes (Percentual em relação às receitas correntes brutas realizadas) [2023] | 96,78 %          |
| Total de despesas brutas empenhadas [2023]                                                      | 63.672.658,34 R$ |

Fonte: IBGE
| Salário médio mensal dos trabalhadores formais [2022]                                             | 1,8 salários mínimos |
| Pessoal ocupado [2022]                                                                            | 1.182 pessoas        |
| População ocupada [2022]                                                                          | 8,71 %               |
| Percentual da população com rendimento nominal mensal per capita de até 1/2 salário mínimo [2010] | 57,6 %               |

Fonte: IBGE